# Al-Walid ibn Zaydan
al-Walīd ibn Zaydān ibn Aḥmad al-Manṣūr al-Dhahabī (in arabo الوليد بن زيدان بن أحمد المنصور الذهبي‎?; ... – 21 febbraio 1636) fu un sultano del Marocco, appartenente alla dinastia sa'diana, era figlio di Zaydan al-Nasir. Salì al trono dopo aver fatto assassinare il fratello Abu Marwan Abd al-Malik II nel 1631.

## Biografia
Dopo la morte di Zaydan al-Nasir nel 1627, venne proclamato sultano il figlio Abu Marwan Abd al-Malik II. Tre dei suoi fratelli, Muhammad al-Shaykh al-Saghir, Ahmad ibn Zaydan e al-Walīd b. Zaydān si ribellarono contro di lui. Entro il giugno del 1628 ʿAbd al-Malik II riuscì a sedare le rivolte dei fratelli e confiscò i loro beni.

ʿAbd al-Malik II era estremamente impopolare nella sua corte. Quando nacque suo figlio, si disse abbia rinchiuso tutte le donne del palazzo in una torre, costringendole ad avere rapporti sessuali con lui per festeggiare la nascita del piccolo. Era inoltre un alcolizzato e ciò facilitò i piani di al-Walīd per impossessarsi del potere. ʿAbd al-Malik II era infatti ubriaco e privo di sensi quando venne assassinato nel palazzo El Badi il 10 marzo 1631. Al-Walīd venne subito proclamato sultano.

A differenza del fratello, al-Walīd era un uomo molto religioso e generoso e per questo divenne popolare tra la popolazione.

Nella prima metà del suo regno si dedicò all'eliminazione dei suoi rivali nella sua famiglia. Fece imprigionare i suoi cugini e suo fratello Muḥammad al-Shaykh al-Ṣaghīr per paura che si ribellassero contro di lui. Era appassionato di poesia e musica, era amante anche del vino, come molti altri membri della dinastia sa'diana. 
La città costiera di Oualidia (al-Walīdiyya) prende il nome da questo sultano, perché fu lui che vi edificò il complesso di fortificazioni (kasbah) tuttora esistenti. 
Aveva problemi finanziari e ad un certo punto non riuscì più di pagare i soldati, i comandanti dell'esercito vennero a lamentarsi con il sultano, dicendogli che non avevano più nemmeno il denaro per comprare del cibo, al-Walīd rispose loro in modo umiliante, schernendoli della loro condizione. Quattro soldati infuriati (dei rinnegati francesi) lo uccisero il 21 febbraio 1636. Il fratello Muḥammad al-Shaykh al-Ṣaghīr venne liberato dal carcere e proclamato sultano.